# Доњи Видовец
Доњи Видовец је насељено место и седиште општине, која обухвата само једно насеље, у Међимурју, Хрватска.
До нове територијалне организације у Хрватској, подручје Доњег Видовца припадало је великој предратној општини Чаковец. Данас је Доњи Видовец општина у саставу Међимурске жупаније.

## Становништво
На попису становништва 2011. године, општина, одн. насељено место Доњи Видовец је имала 1.399 становника.

## Попис1991.
На попису становништва 1991. године, насељено место Доњи Видовец је имало 1.756 становника, следећег националног састава:
| Попис 1991.‍   | Попис 1991.‍ | Попис 1991.‍ | Попис 1991.‍ | Попис 1991.‍ |
| ------------- | ----------- | ----------- | ----------- | ----------- |
|               |             |             |             |             |
| Хрвати        | Хрвати      |             | 1.716       | 97,72%      |
| Југословени   | Југословени |             | 5           | 0,28%       |
| Немци         | Немци       |             | 2           | 0,11%       |
| Словенци      | Словенци    |             | 2           | 0,11%       |
| Македонци     | Македонци   |             | 1           | 0,05%       |
| Срби          | Срби        |             | 1           | 0,05%       |
| непознато     | непознато   |             | 29          | 1,65%       |
| укупно: 1.756 |             |             |             |             |